# Bítov
Bítov (deutsch Vöttau) ist eine Gemeinde im Okres Znojmo in Tschechien.
Der in Südmähren liegende Ort hat eine zweigeteilte Geschichte. In den ersten Planungen für den Bau der Talsperre Frain an der Thaya hatte Ing. Ferdinand Schmidt noch drei kleinere Staustufen vorgesehen, welche Vöttau verschont hätten. Später jedoch kam er zum Schluss, dass nur eine einzige, große Staumauer die gestellte Aufgabe ideal lösen könnte, auch wenn dabei der Ort Vöttau geopfert werden musste. Deshalb wurde auf der Hochebene oberhalb des Thayatals ein neues Vöttau errichtet.
Ableiten dürfte sich der Name „Vöttau“ vom lateinischen Vetus Via und später Vetovia. Die Namen Alt Vöttau (Stary Bítov) und Neu Vöttau (Novy Bítov) sind nicht offiziell – es gibt nach wie vor auf den Landkarten nur Bítov (Vöttau) – werden aber gelegentlich sogar auf tschechischen Websites benutzt.

## Alt Vöttau
Die Burg Bítov wird ca. 1060 erstmals erwähnt. Um diese Zeit wird wohl auch das im Tal der Schelletau (Želetavka), einem Zufluss der Thaya, gelegene Dorf Vöttau gegründet worden sein.
1780 bewarb sich der am 26. Dezember 1751 geborene Klemens Maria Hofbauer um die Stelle als Eremit bei Vöttau. Sein Ansuchen wird allerdings abgelehnt.
Am 8. Juli 1925 wird in Vöttau Richard Georg Plaschka geboren. Der Historiker ist von 1958 bis 1988 Leiter des Österreichischen Ost- und Südosteuropainstituts und 1967–1988 Professor für osteuropäische Geschichte an der Universität Wien.

## Neu Vöttau

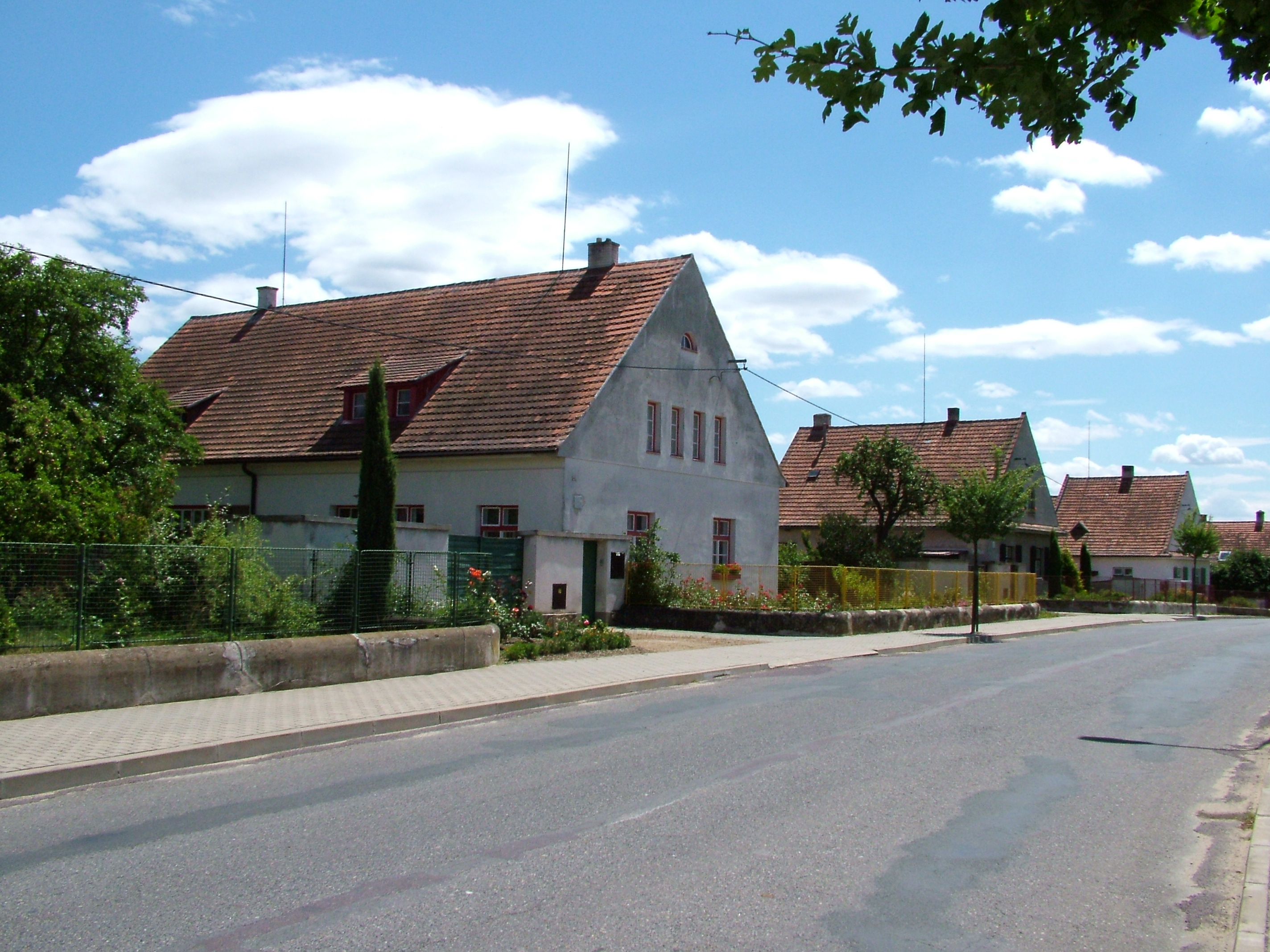
Häuser in Neu Vöttau

Gleichzeitig mit dem Bau der Talsperre in Frain an der Thaya wird auch Neu-Vöttau (Novy Bítov) errichtet. Von den Häusern und der Kirche von Alt-Vöttau aber bleiben nur die Steinmauern stehen.
Aus verständlichen Gründen machen sich die Planer von Neu-Vöttau nicht die Arbeit, jedes der neu erbauten Häuser individuell zu gestalten. Und so erkennt man die Häuser aus dieser Periode an ihrem einheitlichen Äußeren.
Etwa 1933, mit Beginn des Vollstaues des Staubeckens, müssen die letzten Alt-Vöttauer nach Neu-Vöttau übersiedeln.
Lange Zeit noch erinnert der aus dem Wasser ragende Turm der Dreifaltigkeitskapelle an das versunkene Dorf. Heute hat Bítov 135 Einwohner (1. Januar 2023).
An der Thaya gibt es einen von vielen Campingplätzen in der Region und in Bítov selbst seit einigen Jahren ein Museum für Autoveteranen. In der Nähe befindet sich die Ruine der Burg Zornstein.

## Persönlichkeiten
- Richard Georg Plaschka (1925–2001), Historiker